# Six-Planes
Six-Planes est un hameau du village de Gros-Fays, sis sur les hauteurs de la Semois.

## Présentation
Administrativement, avec Gros-Fays, il fait aujourd’hui partie de la commune de Bièvre dans la province de Namur en Région wallonne (Belgique).
Six-Planes compte environ 70 habitants.

## Personnalité liée à Six-Planes
Yvon Barbazon, historien et auteur de nombreuses publications d'histoire locale, y est né.